# Arheološko nalazište Zagorski put u Dujmovači u Splitu
Arheološko nalazište Zagorski put nalazi se na području Dujmovače u Splitu.

## Opis
Arheološko nalazište Zagorski put nalazi se u sjeveroistočnome dijelu grada Splita, na gradskome predjelu Dujmovači u Ulici Zagorski put. Tijekom zaštitnih arheoloških istraživanja 2011. godine na Zagorskom putu na području Dujmovače u Splitu otkriveni su značajni antički i srednjovjekovni arheološki ostatci. Među pronađenim pokretnim i nepokretnim arheološkim nalazima najbrojniji su oni koji pripadaju antičkim fazama ovoga dijela salonitanskoga agera. Arheološko nalazište Zagorski put značajan je primjer antičkoga ladanjsko - gospodarskog kompleksa villa rustica na splitskome poluotoku, važan poglavito za topografiju salonitanskoga agera i srednjovjekovnoga splitskog polja.

## Zaštita
Pod oznakom Z-7017 zaveden je pod vrstom "arheologija", pravna statusa zaštićena kulturnog dobra, klasificirano kao "kopnena arheološka zona/nalazište".